# Renzo Baldan
Renzo Baldan, né le 9 novembre 1942 à Dolo (Vénétie), est un coureur cycliste italien, professionnel de 1964 à 1971.

## Palmarès
- 1965
  - 3e de Tour de Toscane
- 1970
  - 2e du Tour du canton de Genève

## Résultats sur les grands tours

### Tour d'Italie
7 participations
- 1964 : 68e
- 1965 : 56e
- 1966 : 42e
- 1967 : 56e
- 1968 : 60e
- 1969 : 63e
- 1970 : 95e